# 蘇克雷大學體育會
聖法蘭西斯·高沙維亞大學體育會（西班牙語：Club Deportivo Universitario San Francisco Xavier）常稱為蘇克雷大學（Universitario de Sucre），是一支玻利維亞足球會，位於蘇克雷圣弗朗西斯科·哈维尔大学，現時於玻甲作賽。球會歷史上只曾兩次奪得聯賽冠軍，又有4次南美賽經驗，2010年曾殺入南美自由盃16強。2015年他們再次殺入分組賽。他們的主場是奧林比高球場，能容納超過三萬人。